# Imogen Stidworthy
Imogen Stidworthy est une artiste multimédia britannique.

## Biographie
Elle naît à Londres en 1963.
En 1987, elle reçoit sa licence en sculpture du West Surrey College of Art and Design.
Le travail de Stidworthy se penche sur l’espace entre les formes langagières et s’exprime sous forme de vidéos, de sons et d’installations techniques articulant vidéo, son, sculptures et technologie. Elle travaille avec des personnes ayant une relation particulière au langage en raison de leur expérience personnelle, de pratiques culturelles comme le chamanisme ou la ventriloquie, d’affections psychologiques ou physiques comme l’aphasie.
De 2009 à 2011, elle fait partie de l’exposition elles@centrepompidou au musée national d'Art moderne (MNAM), à Paris,.
En 2020, elle soutient une thèse de doctorat à la faculté des arts visuels de l’université de Lund intitulée Voicing on the Borders of Language,.

## Expositions

### Collectives
- 2007 Documenta 12
- 2011 Salon d’octobre de Belgrade
- 2012 Biennale de Busan
- 2013 Musée d’art contemporain de Séoul
- 2013 Triennale de Bergen
- 2014 Musée de Leeuwarden
- 2014 Biennale de São Paulo
- 2015 Imperial War Museum
- 2016 Biennale de Sozhou

### Personnelles
- Matts Gallery London (2003, 2011)
- AKINCI, Amsterdam (2005, 2009, 2013)
- The Arnolfini, Bristol (2010-2011)
- Kunstpavillon, Innsbruck (2010-2011)
- Württembergischer Kunstverein (2018)
- Netwerk, Aalst (2019)

## Prix et récompenses

### Prix
- 1996 : Prix de Rome néerlandais dans la catégorie Film et vidéo[1]
- 2008 : prix d’art de Liverpool[6]

### Nomination
- 2004: prix Beck’s Futures pour Anyone who had a heart, une vidéo mettant en scène des imitatrices de Cilla Black[7]
- 2008 : Northern Art Prize[1]
- 2011 : prix Jarman[1]